# Errachidia
Errachidia ou Er-Rachidia (em árabe: الراشيدية) , antigamente chamada Ksar Es Souk ou Ighram n Souk em berbere, é uma cidade do sudeste de Marrocos, capital da província homónima, que faz parte da região de Meknès-Tafilalet. Em 2004 tinha 76 759 e estimava-se quem 2010 tivesse 95 265. O nome atual foi atribuído em 1975, em honra de Moulay Rachid, o filho mais novo do rei Hassan II.
Na prática a cidade como a que se conhece atualmente foi fundada nas margens do rio Ziz durante o período colonial francês, quando serviu de base à Legião Estrangeira, o que deixou marcas na arquitetura de estilo militar de muitos edifícios da cidade. A cidade tem um aeroporto (IATA: ERH) com uma pista asfaltada com 3 200 m.